# Milada Horáková
« Horakova » redirige ici. Pour les autres significations, voir Horáková (homonymie).
Milada Horáková, née le 25 décembre 1901 à Prague et morte exécutée le 27 juin 1950 dans la même ville, est une femme politique tchécoslovaque, députée socialiste, condamnée à mort après un procès pour haute trahison et conspiration. Son procès est l'un des plus emblématiques de la période de la répression stalinienne en Tchécoslovaquie.
C'est l'une des rares femmes à avoir été exécutées en Tchécoslovaquie et elle est reconnue, du fait de son sang-froid, de son courage et de son intransigeance face à ses juges, comme l'une des grandes figures de la résistance au totalitarisme communiste.

## Biographie
Milada Horáková nait, en 1901, dans une famille de la classe moyenne.
Elle étudie le droit à l'université Charles de Prague, d'où elle sort diplômée en 1926 pour travailler à la mairie de Prague. Dès 1927, elle travaille au service de protection sociale et met en avant des réformes pour l'égalité des femmes. En 1929, elle devient membre du Parti socialiste national tchécoslovaque.
Après l'invasion du pays par l'Allemagne nazie en mars 1939, elle entre dans la Résistance et est arrêtée par la Gestapo en 1940. Son mari Bohuslav Horák, journaliste renommé de la Radio tchécoslovaque, impliqué lui-aussi dans la résistance, est également emprisonné par les nazis. Condamnée à la peine capitale, en 1944, elle voit sa condamnation réduite à huit ans de prison ferme et est déportée au camp de concentration de Theresienstadt, puis dans diverses prisons allemandes.
Dès sa libération en 1945, elle reprend la vie politique. En 1946, elle est élue députée à l'Assemblée nationale, poste dont elle démissionne à la suite du coup de Prague en 1948. Elle renouvelle les activités du Conseil des femmes tchécoslovaques fondé par Františka Plamínková et en est élue présidente.
Elle est arrêtée le 27 septembre 1949 et accusée de complot visant à renverser le régime communiste. Son mari a la chance d’échapper à la police qui était venue l’arrêter à son domicile le même jour que sa femme et réussit à s’enfuir en Allemagne de l’Ouest.

## Un procès politique
Deux ans après le coup de Prague et la prise du pouvoir par le Parti communiste et sous l’influence de conseillers soviétiques, des procès « pour l’exemple » sont organisés contre de potentiels opposants, issus notamment des rangs des partis démocrates de l’entre-deux-guerres.
La police politique communiste (le KGB tchécoslovaque) s'efforce de mettre en cause Horáková et douze autres personnes en construisant une théorie du complot contre l'État tchécoslovaque et le Parti communiste.
Son procès et celui de ses douze « acolytes » commence le 31 mai 1950. Sur le banc des accusés, outre Milada Horáková, se trouvent Jan Buchal, officier du renseignement, Oldřich Pecl, ex-maître de forge, Záviš Kalandra, journaliste et membre du Parti communiste dans les années 1930, mais exclu pour trotskisme et sa critique des procès de Moscou (tous trois exécutés à l'issue du procès), Jiří Hejda, ex-industriel, Antonie Kleinerová, ex-députée du PSNT, František Přeučil, rédacteur en chef, Josef Nestával, administrateur (quatre condamnés à la prison à perpétuité), Bedřich Hostička, secrétaire du Parti du peuple tchécoslovaque (condamné à 28 ans de prison), Zdeněk Peška, professeur d'université (condamné à 25 ans de prison), Jiří Křížek, avocat (condamné à 22 ans de prison), Františka Zemínová, éditorialiste, ex-députée du PSNT et Vojtěch Dundr, ex-secrétaire du PSDT qui seront, pour leur part, condamnés à 20 ans de prison.
Les autorités communistes veulent un procès « pour l'exemple » dans la droite ligne de ceux des Grandes Purges soviétiques des années 1930 et, pour ce faire, elles font même appel à des « experts » venus de Moscou. Le procès se déroule selon un « scénario » préparé à l'avance qui détermine les réponses et le comportement des accusés. Des extraits du procès sont alors télévisés. La diffusion de l'intégralité des archives télévisuelles après la Révolution de velours, montre comment opère la censure communiste et la manipulation par les images.
Autre élément qui va à l'encontre d'un jugement impartial, les autorités communistes font passer dans l'appareil un mot d'ordre de mobilisation contre ces « impérialistes » :
« Couvrez largement la répercussion du procès. Que s'exprime la voix de la colère populaire. Préparez des meetings dans les usines et des discours dans lesquels notre peuple dira qu'il augmente sa vigilance, qu'il intensifie ses efforts et que les restes de la réaction séditieuse seront écrasés. Que les résolutions demandent une condamnation juste et sévère des crimes subversifs. »
Ce sont quelque six mille trois cents lettres attaquant et dénigrant les accusés qui inondent le courrier des juges. Des écolières, par exemple, écrivent :
« Quand bien même nous sommes encore jeunes, nous suivons les reportages diffusés par la radio sur les treize accusés de trahison de notre République. Nous apprenons qu'ils ont préparé une nouvelle guerre. Nous savons à quel point la guerre est cruelle et combien elle coûte en vies humaines. Nous nous souvenons des raids aériens sur Pardubice. Nous ne voulons pas de nouvelle guerre. Aussi nous vous demandons que tous les traîtres soient sévèrement et justement punis. »
Les comités d'entreprises des usines, des administrations tchécoslovaques, des mairies demandent, exigent, une condamnation exemplaire, la grande majorité allant jusqu'à la peine de mort. La langue de bois fait alors preuve d'une certaine créativité dans la haine et les lettres sont pleines d'expression comme « vermine félonne », « criminels aigris », « chiens sanguinaires ».
Horáková reste fidèle à ses idéaux, n'hésite pas à faire front au jury quand bien même elle sait que cela n'arrange en rien ses chances d'adoucir le verdict. Outre Horáková, Přeučil, Buchal et Kleinerová se défendent avec véhémence, lors du procès, des accusations portées contre eux. Milada Horáková tient ainsi tête à ses juges dont on peut soupçonner l'engagement communiste :
« Nous avons longuement discuté de ce qu'on appelle la « conviction ». Car c'est par ma conviction que mes actes étaient motivés. Je dois dire que la Sécurité d'État et ses organes ont manifesté plus de patience pour me convaincre, alors que moi, j'ai été beaucoup moins patiente, après février 48, pour me persuader que les violences et les injustices qui étaient à l'origine de mes actes étaient réelles ou passagères. Je mentirais en disant que j'ai changé, que je suis tout autre, que ma conviction a changé. Cela ne serait ni vrai, ni honnête. »
Les condamnations, prononcées le 8 juin 1950, sont sévères : la peine de mort est prononcée quatre fois, quatre emprisonnements à perpétuité et le reste à de lourdes peines de prison. La sévérité de la condamnation, cependant, choque alors l'opinion publique, c'est la première fois qu'une femme, mère célibataire d'une adolescente de seize ans, est condamnée à la pendaison. En dépit d'une mobilisation internationale qui voit l'implication de personnalités célèbres comme Albert Einstein, Winston Churchill ou Eleanor Roosevelt, et une mobilisation nationale, avec Vlasta Kálalová, qui soutiennent le recours en appel (promptement rejeté) et la demande de grâce présidentielle présentée au président Gottwald, Milada Horáková est pendue, avec ses trois co-condamnés le 27 juin 1950 dans la prison de Pankrác à Prague.

## La réhabilitation posthume

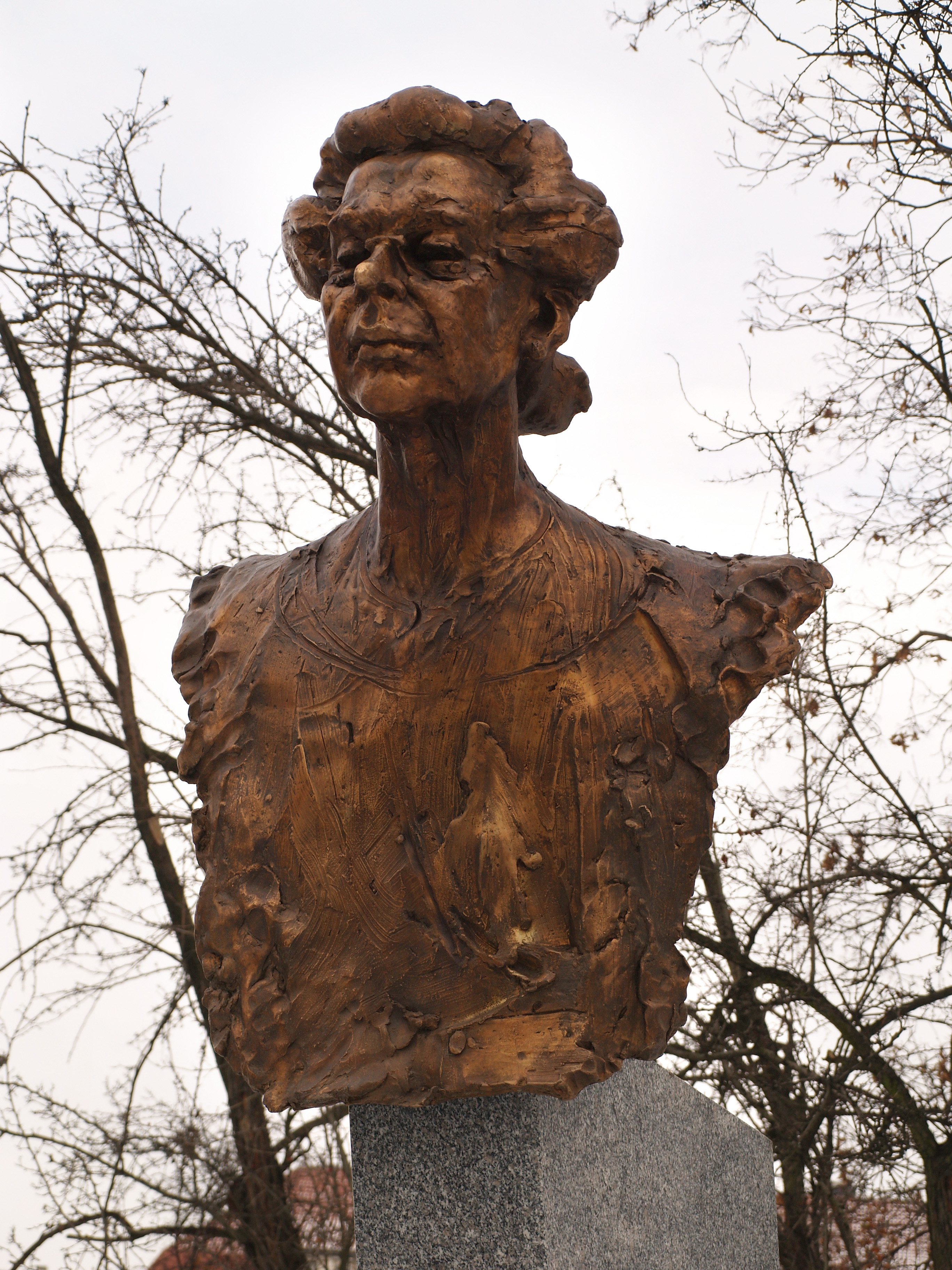
Buste en bronze de Milada Horáková, inauguré à Prague en 2009.

Le verdict de 1950 a été annulé en juin 1968 dans le cadre du Printemps de Prague, mais en raison de l'invasion de la Tchécoslovaquie par les armées du Pacte de Varsovie en août, ce n'est qu'en 1990 que la réhabilitation complète de la mémoire de Milada Horáková est prononcée par l'État tchécoslovaque.
Les procès contre Ludmila Polednova
Le 7 novembre 2007, Ludmila Brožová Polednová (en), procureur au procès de Milada Horáková est condamnée à huit ans de prison ferme pour participation à un quadruple assassinat. Pour des raisons de santé, l'ancienne procureur, âgée de 86 ans, n'est pas envoyée en prison. Cette peine est une forme de condamnation des crimes du communisme au niveau individuel. Le 10 février 2008, le Tribunal de grande instance de Prague (Vrchní soud v Praze) annule la condamnation sans se prononcer sur la culpabilité ou non d'un membre de l'appareil d'État en constatant qu'il y a prescription, les événements remontant à plus de cinquante ans.
Le 9 septembre 2008 à Pilsen, l'arrêt de la Cour suprême la condamne à six ans de prison. Le 19 mars 2009, afin d'éviter une escorte forcée, elle se présente à la prison locale pour des examens médicaux avant d'être transférée dans un établissement spécialisé dans la détention des vieux criminels. Dans une décision du 21 juin 2011, la Cour européenne des droits de l'homme a rejeté la requête de Ludmila Brožová Polednová et a jugé que la condamnation de celle-ci ne violait pas le droit à un procès équitable et le principe de légalité des délits et des peines. La Cour souligne à cette occasion qu'« il est légitime pour un État de droit d’engager des poursuites pénales à l’encontre de personnes qui se sont rendues coupables de crimes sous un régime antérieur » et que « par sa participation active et délibérée à ce procès » de 1950, Ludmila Brožová Polednová « avait contribué de manière significative à lui donner une apparence de légalité et à remplir son but politique ».
Après le retour à la démocratie, les représentants du Parti communiste ne se sont jamais excusés pour le meurtre de Milada Horáková.

## Hommages

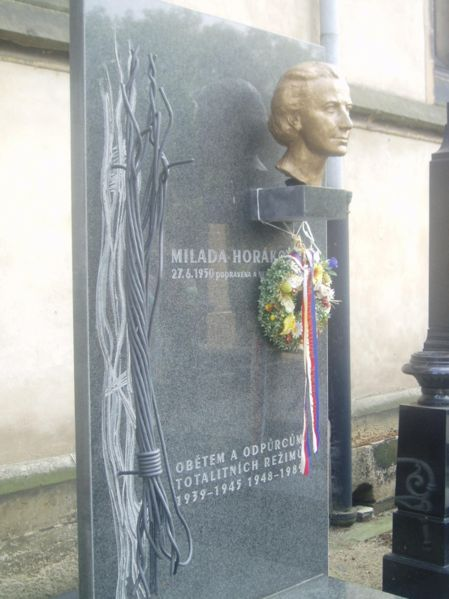
Cénotaphe de Milada Horáková au cimetière de Vyšehrad.

En 1990, un cénotaphe lui est élevé au cimetière de Vyšehrad (qui est l'équivalent tchèque du Panthéon de Paris), à Prague et une commémoration annuelle, le jour de son exécution, célèbre sa mémoire.
Une des principales artères de Prague, qui rejoint le château de Prague au quartier de Holešovice, a été rebaptisée en son honneur.
En 2006, 56 ans après sa mort, elle se voit décerner la médaille présidentielle de la Liberté (décoration américaine), remise par Donald Rumsfeld à sa fille, Jana Kanská. La médaille est décernée par la Fondation du Monument aux victimes du communisme. La fondation attribue cette distinction aux individus et organisations qui se sont opposés à la tyrannie sous toutes ses formes. Parmi les lauréats de la médaille, citons la militante russe pour les droits de l'homme Elena Bonner, le mouvement Solidarność ou l'ancien dissident devenu président, Václav Havel.
En 2017, David Mrnka retrace sa vie dans son film Milada.